# Patelloa tincta
Patelloa tincta är en tvåvingeart som först beskrevs av Walker 1853.  Patelloa tincta ingår i släktet Patelloa och familjen parasitflugor. Inga underarter finns listade i Catalogue of Life.